# Cymolutes
Cymolutes és un gènere de peixos de la família dels làbrids i de l'ordre dels perciformes.

## Taxonomia
- Cymolutes lecluse  (Quoy i Gaimard, 1824)
- Cymolutes praetextatus (Quoy i Gaimard, 1834)
- Cymolutes torquatus (Valenciennes a Cuvier i Valenciennes, 1840)[1][2][3][4][5]